# Qewl
Qewl (Kurmandschi قەول qewl) ist eine Gattung von heiligen Hymnen der Jesiden, durch welche das religiöse Wissen der Jesiden weitergereicht wird. Die Qewls werden von der Priesterkaste der Qewals von Generation zu Generation weitergereicht, und bei religiösen Zeremonien vorgetragen.

## Sprache
Größtenteils werden fast alle sakralen Texte der Jesiden, zu den auch die Qewls gehören, in Kurmandschi rezitiert. Es gibt aber auch einige in Arabisch, diese stammen von Scheich Adi.

## Ritus
Qewls werden von der Qewal Priestern zu verschiedenen religiösen Riten vorgetragen. Dazu werden das Duff oder die Schebab, traditionelle jesidische Instrumente, gespielt. Das Vortragen der Qewls zielt nicht darauf ab, von den Gläubigen verstanden zu werden, sondern zum Vollziehen eines heiligen Aktes. Qewls werden in Lalisch zum Sema, als Teil des Erefat, und den vierzig Sommertagen gesungen. In Dörfern werden sie zum Tawusgerran, während des Tiwaf und bei jeder Beerdigung vorgetragen. Während des Vortragens der Qewls muss das Publikum still sein und niemand darf den Raum verlassen.

## Inhalt und Funktion
Die Inhalte der Qewls handeln unter anderem von der kosmogonischen Geschichte, der frühen jesidischen Gemeinde, von göttlichen Wundern und dem Leben von Heiligen und Vorbildern. Daraus werden Glaubensinhalte und Philosophien abgeleitet. Dazu beinhalten Qewls Instruktionen und Orientierungspunkte für Gläubige. Da jedoch ein Großteil der Jesiden keine große Kenntnis von Qewls hat, ist deren Geltung für Normen fraglich. Beim Interpretieren der Qewls ist unter anderem darauf zu achten, an wen der Text gerichtet ist. Manche Wörter werden darin öfter wiederholt, um ihre Bedeutung hervorzuheben. Qewls sind im Vergleich zu anderen religiösen Texten metaphorisch und lyrisch. Die Sprache der Texte ist mit arabischen, türkischen oder persischen Lehnwörtern versetztes poetisches Kurmandschi. Dadurch, dass manche dieser Wörter mehrdeutig zu verstehen sind und nur durch die richtige Interpretation der Hymnen ihr Sinn zu verstehen ist, kann man die Qewals wie einen Code betrachten, zu deren Entschlüsselung es eines großen Verständnisses der jesidischen Kultur und der verwendeten Sprachen bedarf.
Qewals dienen wie andere Erzählformen der Jesiden zur Überlieferung von Traditionen. Darüber hinaus jedoch auch eine Verbindung mit einer höheren Realität hergestellt werden.
Da die Überlieferung der Qewals mündlich geschieht, ist es schwierig eine genaue Angabe zur Entstehungszeit der Qewals zu geben. Jedoch können die Inhalte und die Sprache historisch auf den Ursprung ihres Entstehens untersucht werden.
Die meisten Autoren der Qewls lebten im 12. Und 13. Jahrhundert. Ihre Namen sind meist in den Texten enthalten. Zu ihnen gehören Autoren wie Sheikh Fekhrê Adiyan, Pir Reshê, Heyran, Derwêsh Qatan, Babekrê Omera, Hesedê el-Tewrî, Dawidî bin Derman, Sheikh Obekir, Dewrêsh Hebîb, Kochek Jem, Derwêsh Qotik, Sheikh Havind, Derwêsh Tajdin, Abu Bekrê Jeziri, Pir Khidir, Gavanê Zerza, Lawikê Pir, Ereb begî.

## Einordnung und Struktur
Die jesidische Tradition der mündlichen Überlieferung hat viele verschiedene Genre, die sich durch Inhalt und Funktion der Texte unterscheiden. Die Kriterien zur Einordnung in die unterschiedlichen Genres sind nicht strikt. So kann ein Text bei armenischen Jesiden zu einem anderen Genre gehören als bei Irakischen. Andere Genres als Qewals sind unter anderem Beyts (Gedichte), Duʿa (Gebet) oder Cirok (Legenden, Mythen).
Fast alle Qewals, Du’as und Beyts bestehen aus mehreren Strophen, welche meistens drei Verse haben. Aber auch das kann variieren. Manche Texte haben Strophen mit zwei, vier, fünf, sieben und manchmal auch neun oder zwölf Versen. Die erste und letzte Strophe unterscheidet sich meistens vom Rest des Textes. Fast alle Texte enden mit dem Satz „Em kêm in, Xwedê yî temam e“ (Wir sind nicht perfekt, Gott ist perfekt).
Jesidische Gedichte und Hymnen haben sehr variable Metren und Reime. Diese können sich selbst innerhalb eines Texts ändern. Die Metren und Reime der jesidischen Texte sind nicht dieselben wie bei persischen oder arabischen lyrischen Kompositionen, da den mündlich übertragenen Texten andere Anforderungen zukommen, als den schriftlich verfassten persischen oder arabischen.
Die meisten jesidischen religiösen Texte werden zwar ohne Refrain veröffentlicht. In den meisten Qewls und anderen jesidischen Texten gibt es jedoch einen Refrain hinter jeder Strophe. Der Refrain zeigt die Unterteilung eines Textes an und signalisiert manchmal eine Änderung in der Melodie.
Qewls und Beyts sind die längsten Gedichte der Jesiden. Normalerweise hat ein Qewl zwischen 25 und 45 Strophen. Es gibt aber auch Qewls mit 117, 137 und eines mit 160 Strophen.
Die Qewls unterscheiden sich auch untereinander. In Qewlên Civatê werden soziale Themen behandelt, Qewlên Nesîhetê (Şîretên Dinyayî) sind Qewls, die einen Rat geben. Berane Qewls stellen die bedeutendsten Qewls dar, da diese die wichtigsten Informationen über die Religion enthalten. Berane Qewls dürfen nur von Qewals oder anderen Geistlichen gelernt werden, wenn sie ihre Fähigkeiten im Rezitieren und Interpretieren von Qewls unter Beweis gestellt haben. Sie müssen die Berane Qewls zunächst auswendig lernen. Erst nach einer gewissen Zeit dürfen sie diese auch interpretieren.

## Publikation von Qewls
Da die Jesiden niedergeschriebenen religiösen Texten eine mysteriöse Bedeutung beimessen und es bei manchen Jesiden den Glauben gibt zu erblinden, sollte man diese lesen, wurden bis in die 1970er nur wenig Qewls zu Papier gebracht. In Armenien wurden die ersten Texte von den Brüdern Ordikhane Jelil und Celile Celil und im Irak von Khalil Jindy Rashow, Bedelê Feqîr Hejî, und Khidir Pîr Silêman aufgeschrieben, was dazu führte, dass Jesiden und Wissenschaftler den Qewls eine neue Aufmerksamkeit zukommen ließen. Durch die größere Zahl an Publikationen und durch den Rückgang von Analphabetismus bei den Jesiden steigt die Beliebtheit der Qewls. Dies ist besonders bei jungen interessierten Jesiden der Fall, da die gedruckten Versionen als gute Quellen für Informationen über ihre Traditionen gelten. Dies führte dazu, dass die Qewls heute als eine Art Gegenstück zu den zentralen Werken anderer bekannter Religionen wie Bibel oder Koran angesehen werden. Um 2004 wurden mehrere Qewls im Internet veröffentlicht, was zu Widerstand unter jesidischen Geistlichen führte. Das Veröffentlichen der Texte sei eine Beleidigung und eine Herabwürdigung. Die Publikation der Qewls und anderer jesidischer Texte machen es einer größeren Zahl an Jesiden möglich, diese zu lesen und zu interpretieren. Dies führte auch zu einer neuen Interpretation der Texte, da vor allem junge gebildete Jesiden die Texte nun für sich und ihr Leben mit Kontakten zu Anhängern anderer Religionen interpretieren können.

## Qewal Kaste
Die Qewals, „die Rezitierer“, sind eine Kaste von Priestern, deren Aufgabe es ist, bei religiösen Festen die Qewls vorzutragen. Die Qewals stammen aus zwei Familien den Dimlis, welche Kurmandschi sprechen und den Tazhis, welche einen arabischen Dialekt sprechen. Qewals werden von einem Teil der Adani-Scheichs für ihre Aufgaben ausgebildet. Die Ausbildung fängt in jungen Jahren an und beinhaltet Unterricht in Lesen und Schreiben oder das Erlernen der Instrumente Duff und Schebab. Nach der Ausbildung unterlaufen die Qewals einer Inspektion durch den Baba Scheich. Durch die heutzutage voranschreitende Textualisierung liegt die Überlieferung der Qewals immer mehr in den Händen von Freiwilligen.

## Qewl Fälschungen
Im Internet gibt es viele Qewl Fälschungen, diese stammen meist von kurdischen Autoren um die Jesiden zu assimilieren und nationalistische Inhalte zu transportieren. Es wurden auch Musikstücke und Bücher mit diesen Fälschungen veröffentlicht. Erst später tauchten sie im Internet auf. In einigen dieser Fälschungen wird behauptet, dass die Jesiden Zarathustrier seien. Einige Beispiele für gefälschte Qewls sind:
- Qewlê Zerdeşt (Hymne Zarathustras), Anmerkung: hier ist fälschlicherweise der Religionsstifter des Zoroastrismus gemeint, aber das Jesidentum kennt keinen Religionsstifter.

- Qewlê Newroz (Hymne des Nouruz), Anmerkung: hier ist fälschlicherweise das kurdische Neujahrsfest Newroz gemeint, das jesidische Neujahrsfest ist aber das Çarşema Sor (Roter Mittwoch).[25]

- Qewlê Êzîd (Hymne des Yazids), Anmerkung: hier ist fälschlicherweise der Kalif Yazid ibn Muawiya gemeint, aber Siltan Êzîd hat eine andere Bedeutung im Jesidentum.[26]

- Qewlê Mezin (Große Hymne), Anmerkung: Gleiches gilt hier wie oben erwähnt, Siltan Êzîd wird hier als Yazid ibn Muawiya dargestellt.

## Ein Beispiel Qewl
| Beyta Heyî Malê | The Beyt of Oh Home | Das Beyt Oh Heim |
| --- | --- | --- |
| Qewl in Kurdisch | Englische Übersetzung | Deutsche Übersetzung |
| "1 Heyî Mala min, heyî Mala min, Mala Bavê min,Teyîrekî Enqerî nave, | "Oh my Home, oh my Home, my Father’s Home, There is a bird Enqer in it, | Oh mein Heim, oh mein Heim, mein Mein Vaters Heim, Dort drinnen ist ein Vogel Enqer, |
| Ser piştê 366 cot silave | There are 366 pairs of greetings on its back. | Es gibt 366 Gruß paare Auf seiner Rückseite |
| 2 Şêxekî bînin şêx be, Pîrekî bînin pîr be, Talibî zane, ji Mala Baba be, 70 govek bavê xa da ulma be. | Bring a Sheikh, [who] would be the [real] Sheikh Bring a Pîr, [who] would be the [real] Pîr, The known follower, [who] would be from the Father’s Home, [Who] would be known in his lineage in the 70th generations.                                          | Bring einen Scheich, [welcher] der [echte] Scheich sein würde Bring einen Pîr,[welcher] der [echte] Pîr sein würde, Der bekannte Anhänger, [welcher] von des Vaters Heim sein würde, [Welcher] in seiner Linie in der siebzigsten Generation bekannt sein würde.        |
| 3 Bira xêra Xudê ra Derê Reşbelekê veke, Belgê belgevêzê bixûne. | Let him in the name of God Open the doors of [the book] Resh- Belek, Read the leaf of plantain leaves. | Lass ihn im Namen Gottes Die Türen [des Buches] Resh Belek öffnen, das Wegerichblatt lesen. |
| 4 Bira mi ra bêje: B‘era Emenê çend keşkûl avî nav e, Orta ‘erd-‘ezman da çend gav e. | Let him tell me: How many keshk of water has the Ocean of Emen How many steps are between the earth and the heaven. | Lass ihn mir sagen: Wie viele keshkuls Wasser hat Der Ozean von Emen Wie viele Schritte sind zwischen der Erde und dem Himmel |
| 5 Heyî Malê, heyî Malê, heyî Mala Babanê, heyî lê, heyî malê, heyî malê… Serê Dura elîf û bî ne, Serê lala elîf û bî ne. | Oh Home, oh Home, oh the Father’s Home, Oh Home, oh Home... On the Pearls116 are A and B, On the rubies are A and B. | Oh Heim, oh Heim, oh Vaters Heim, Oh Heim, oh Heim… Auf den Perlen sind A und B, Auf den Rubinen sind A and B. |
| 6 Teyrê Enqer Durre ‘erşê ‘ezmîne, Du melek lê xulîqîne, Yek bû nûra ‘ezmîne, B‘erê giran dimeyîne. | The Bird Enqer is the Pearl of the vault of heaven Two angels are created from it, One became the Light of the Earth, [Who] makes the great Ocean coagulate [coalesce].                                                                                       | Der Vogel Enger ist die Perle des Himmelsgewölbe, Zwei Engel sind aus ihm geschaffen, Einer wurde das Licht der Erde [Welcher] die großen Ozeane gerinnen lässt. |
| 7 Yek çira çar qulba ye, Sitûna çar dîna ye, Çerxa felekê dorê dizivirîne, ba ye. | [Another] one is a luminary of four directions [of the world], Pillar of four religions, [He] turns the wheel of Fortune, [he] is [like] the wind. | Ein [anderer] ist ein Himmelskörper von den vier Richtungen [der Welt], Säule von vier Religionen, [Er] dreht das Rad des Schicksals [er] ist [wie] der Wind. |
| 8 Heyî Malê, heyî Malê… Serê Dura elîf û ba ne, Serê lala elîf û ba ne. Extiyarê rûniştine, Koçekê ser darê piya ber dawastane, Fexrê gulî nûr e li ‘ezman e                                                                     | Oh Home, oh Home… On the Pearls are A and B, On the rubies are A and B. Old people are singing, Kocheks stand on the trees. Fekhr of Gulî is a Light in the Heaven.                                                                                           | Oh Heim, oh Heim… Auf den Perlen A und B, auf den Rubinen A und B. Alte Menschen sitzen, Kocheks stehen auf den Bäumen. Fekhr of Gulî ist ein Licht im Himmel. |
| 9 Heyî Mala min, heyî Mala min, Serê Dura elîf û bî ne, Serê lala elîf û bî ne. Extiyarê rûniştine, Koçekê ser darê piya ber dawastane, Roj me derket ji ‘erşê girane, Bû çira boyî her çar qulbane, Sitûn boyî her çar dînane." | Oh my Home, oh my Home, On the Pearls are A and B, On the rubies are A and B. Old people are sitting, Kocheks stand on the trees. Our sun came out from the heavy Throne, Became the Luminary of all four sides/directions, A Pillar for all four religions." | Oh mein Heim, oh mein Heim, auf den Perlen sind A und B, auf den Rubinen sind A und B. Alte Menschen sitzen, Kocheks stehen auf den Bäumen. Unsere Sonne kam aus dem schweren Tron, wurde der Himmelskörper aller vier Richtungen, Eine Säule für alle vier Religionen. |